# Corey Allen
Corey Allen, geboren als Alan Cohen, (* 29. Juni 1934 in Cleveland, Ohio; † 27. Juni 2010 in Hollywood, Kalifornien) war ein US-amerikanischer Regisseur, Schauspieler, Drehbuchautor und Filmproduzent.

## Leben
Corey Allen wurde als Sohn des Casinobesitzers Carl Cohen (1913–1986) aus Las Vegas geboren, der unter anderem durch eine Schlägerei mit Frank Sinatra bekannt war. Corey studierte Schauspielerei an der UCLA und erwarb 1954 den akademischen Grad eines Bachelors. Im selben Jahr wirkte er an dem 20-minütigen Kurzfilm Eine Handvoll Frieden mit, der 1954 den Oscar in der Kategorie „Bester Kurzfilm“ erhielt. Später erhielt der Film auch Preise in Cannes und Venedig. Nach seinem Abschluss an der UCLA entdeckte ihn Regisseur Nicholas Ray und bot ihm seine wohl bekannteste Rolle an: Im Filmklassiker … denn sie wissen nicht, was sie tun spielte er den Jugendgang-Anführer Buzz Gunderson, der in der berühmten Feiglingsspiel-Szene mit Jim Stark (James Dean) mit seinem Auto in eine Schlucht fällt und ums Leben kommt.
Anschließend erhielt Allen weitere Nebenrollen in Filmen wie Das Mädchen aus der Unterwelt sowie in zahlreichen Fernsehserien, ohne wirklich durchschlagenden Erfolg als Schauspieler zu haben. Ab den 1960er-Jahren wechselte er hinter die Kamera und wurde ein vielbeschäftigter Fernsehregisseur, gelegentlich war er zudem Autor oder Produzent. Er arbeitete als Regisseur für Serien wie Quincy, Mord ist ihr Hobby, Magnum und Raumschiff Enterprise: Das nächste Jahrhundert. Für die Folge Goodbye, Mr. Scribbs der Serie Polizeirevier Hill Street von 1981 gewann Allen einen Emmy. Auch bei vielen Fernsehfilmen führte er Regie. Nachdem er sich Mitte der 1990er-Jahre von der Regie zurückgezogen hatte, übernahm Allen noch Schauspielrollen in den kleineren Independentfilmen The Works (2004) und Quarantined (2009).
Im Jahr 2005 wurde Corey Allen mit dem Ehrendoktor des Columbia College ausgezeichnet. 2010 verstarb er, zwei Tage vor seinem 76. Geburtstag, an den Folgen der Parkinson-Krankheit. Er wurde auf dem Hillside Memorial Park Cemetery in Culver City, Kalifornien zu Grabe getragen.

## Filmografie (Auswahl)

### Als Schauspieler
- 1954: Eine Handvoll Frieden (A Time Out of War)
- 1954: Die Brücken von Toko-Ri (The Bridges at Toko-Ri)
- 1955: Die Nacht des Jägers (The Night of the Hunter)
- 1955: … denn sie wissen nicht, was sie tun (Rebel Without a Cause)
- 1957: The Shadow on the Window
- 1958: Das Mädchen aus der Unterwelt (Party Girl)
- 1958: Von Panzern überrollt (Darby's Rangers)
- 1959: Menschen im Weltraum (Men into Space; Fernsehserie, eine Folge)
- 1962: Süßer Vogel Jugend (Sweet Bird of Youth)
- 1962: Der Chapman-Report (The Chapman Report)
- 1960/1962: Perry Mason (Fernsehserie, zwei Folgen)
- 1964: Bonanza (Fernsehserie, eine Folge)
- 2004: The Works

### Als Regisseur
- 1966: Dr. Kildare (Fernsehserie, vier Folgen)
- 1970–1971: Der Chef (Ironside, Fernsehserie, zwei Folgen)
- 1973: Hawaii Fünf-Null (Hawaii Five-0, Fernsehserie, zwei Folgen)
- 1976–1978: Make-up und Pistolen (Police Woman, Fernsehserie, sechs Folgen)
- 1977–1979: Quincy (Quincy M.E., Fernsehserie, vier Folgen)
- 1978: Lou Grant (Fernsehserie, eine Folge)
- 1978–1986: Dallas (Fernsehserie, sechs Folgen)
- 1979: Trapper John, M.D. (Fernsehserie, eine Folge)
- 1984: Mord ist ihr Hobby (Murder, She Wrote, Fernsehserie, zwei Folgen)
- 1986: I-Mann – Die Kampfmaschine aus dem All (I-Man)
- 1987: Magnum (Fernsehserie, eine Folge)
- 1987–1994: Raumschiff Enterprise: Das nächste Jahrhundert (Star Trek: The Next Generation, Fernsehserie, fünf Folgen)
- 1981/1983: Simon & Simon (Fernsehserie, drei Folgen)
- 1993: Sexuell belästigt (Moment of Truth: Stalking Back, Fernsehfilm)
- 1993–1994: Star Trek: Deep Space Nine (Fernsehserie, vier Folgen)